# Belton-in-Rutland
Belton-in-Rutland is een civil parish in het bestuurlijke gebied Rutland, in het Engelse graafschap Rutland met 348 inwoners.